# Maidstone United Football Club
Maidstone United Football Club é um clube de futebol semi-profissional da Inglaterra, com sede na cidade de Maidstone, do condado de Câncio. Fundado em 1992 (33 anos), disputa a National League, equivalente à quinta divisão do futebol inglês. Tem como estádio o Gallagher Stadium, o qual foi inaugurado em 2012, com capacidade para 3 030 pessoas. Jay Saunders é o atual treinador do clube.

## Títulos

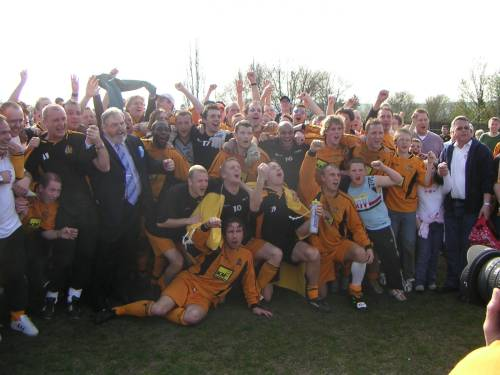
Maidstone ao conquistar o título da Kent League pela segunda vez

- Isthmian League Premier Division: 1

2014–15
- Isthmian League Division One South: 1

2006–07
- Isthmian League Cup: 1

2013–14
- Isthmian Charity Shield: 1

2015–16
- Kent Premier Division: 2

2001–02, 2005–06
- Kent Premier Division Cup: 2

2001–02, 2005–06
- Kent Challenge/Charity Shield: 2

2002–03, 2003–04
- Kent County Premier Division 1

2000–01
- Kent County Division One: 1

1998–99
- Kent County Division Two: 1

1994–95
- Kent County Division Four: 1

1993–94
- Kent Senior Trophy: 1

2002–03
- Weald of Kent Charity Cup: 2

1999–00, 2000–01
- Kent Junior Cup: 1

1994–95
- Tunbridge Wells Charity Cup: 1

1993–94